# Galbi

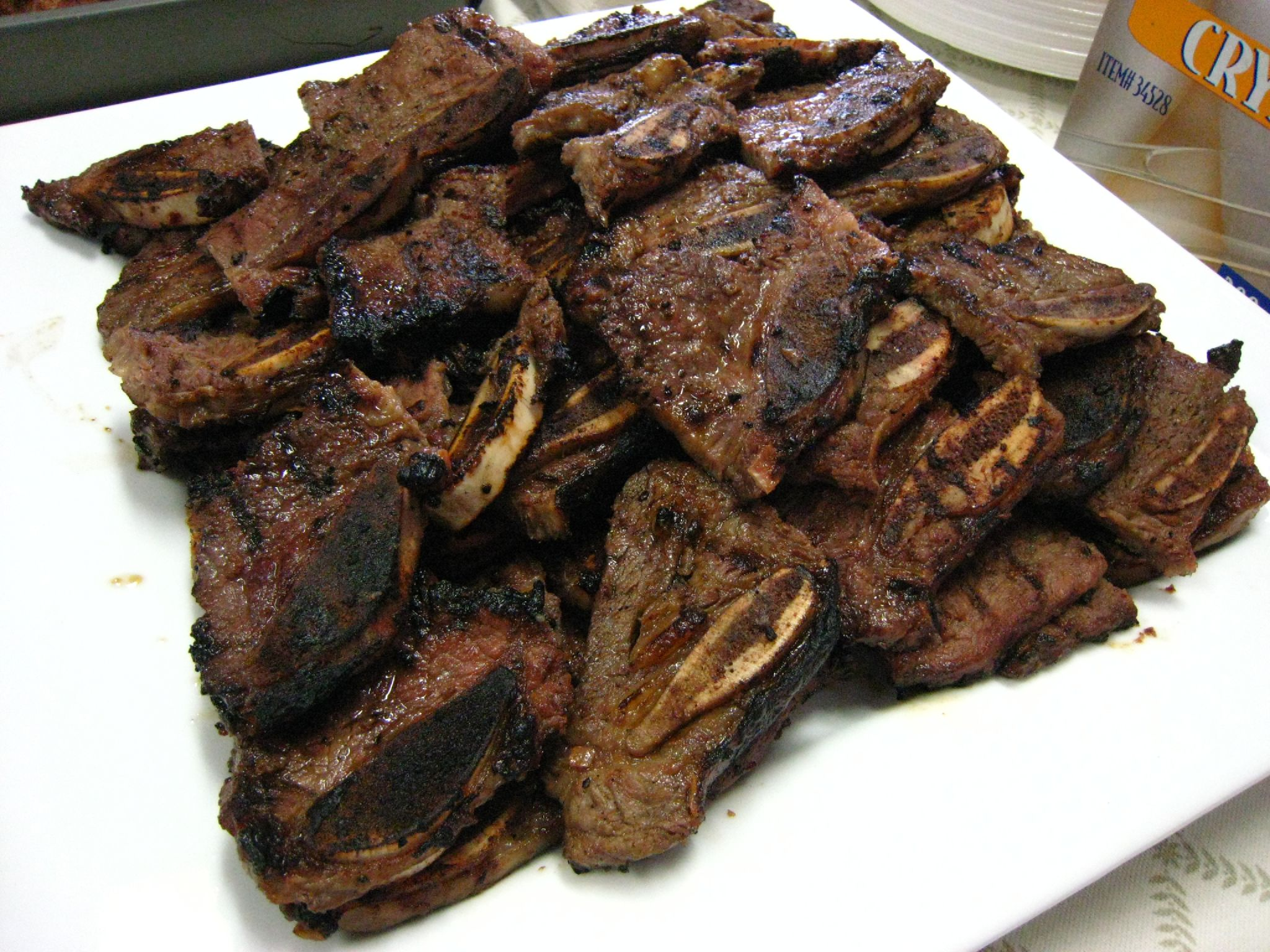
Galbi - 갈비.

Galbi (갈비) ou kalbi é um prático típico da cozinha coreana elaborado com costelas de vaca. Pode ser encontrado com variantes elaboradas com costelas de porco.